# 소프라노
소프라노(soprano; 문화어: 녀성고음)는 성악 음역 중 가장 높은 음역의 클래식 노래 음성의 일종이다. 소프라노의 성악 음역(과학적 음고 표기법 사용)은 대략 가운데 도(C4) = 261 Hz에서 합창 음악의 라(A5), 또는 오페라 음악의 소프라노 도(C6) 이상까지이다. 4성부 코랄 스타일 화음에서 소프라노는 가장 높은 부분을 맡으며, 종종 선율을 포함한다. 소프라노 음성은 일반적으로 콜로라투라, 수브레트, 리릭, 스핀토, 드라마틱 소프라노로 나뉜다.

## 어원
"소프라노"라는 단어는 이탈리아어 sopra("위", "위에", "맨 위")에서 유래했는데, 소프라노가 가장 높은 음역의 인간 목소리이며, 종종 오페라에서 주연 여성 역할에 주어진다. "소프라노"는 주로 여성을 가리키지만 남성에게도 적용될 수 있다. "소프라니스트"는 소프라노 음역으로 노래할 수 있는 남성 카운터테너를 지칭하며, 카스트라토는 16세기, 17세기, 18세기에 일반적이었던 거세된 남성 가수를 지칭하고, 트레블은 사춘기를 마쳤든 아직 어린아이든 해당 음역으로 노래할 수 있는 한 보이 소프라노이다.
"소프라노"라는 용어는 또한 라틴어 superius에 기반을 두고 있는데, 이는 소프라노와 마찬가지로 모든 인간 음성 유형 중 가장 높은 음역을 의미했다. superius라는 단어는 특히 13세기에서 16세기 사이의 합창 및 기타 다성부 성악 음악에서 사용되었다.

## 성악 음역

소프라노 음역 (C_{4}–C_{6})이 트레블 오선 및 피아노 건반에 녹색으로 표기되어 있으며 가운데 도가 점으로 표시되어 있다.

소프라노는 모든 성악 유형 중 가장 높은 성악 음역을 가지며, 가장 높은 테시투라를 가진다. 소프라노와 메조소프라노는 비슷한 음역을 가지지만, 그들의 테시투라는 그 음역의 다른 부분에 위치한다.
소프라노의 낮은 극단은 대략 A3 또는 B♭3(가운데 도 바로 아래)이다. 오페라 내에서 소프라노에게 요구되는 가장 낮은 음은 F3이다(리하르트 슈트라우스의 그림자 없는 여인). 종종 높은 목소리의 낮은 음은 덜 투사되고, 음색이 부족하며, 역할에서 "덜 중요하다"고 여겨지는 경향이 있다(일부 베르디, 슈트라우스, 바그너 역할은 오선 아래에서 더 강한 노래를 요구하지만). 그러나 소프라노가 소프라노 역할 내의 노래에서 낮은 음을 단순히 부를 수 없는 경우는 드물다. 낮은 음은 후두의 위치를 낮춤으로써 도달할 수 있다.
콜로라투라가 아닌 소프라노의 높은 극단은 최소한 "소프라노 도"(C6, 가운데 도에서 두 옥타브 위)이며, 표준 레퍼토리의 많은 역할은 C♯6 또는 D6를 요구한다. 두어 역할은 선택적 E♭6도 있다. 콜로라투라 레퍼토리에서는 여러 역할이 E♭6부터 F6까지를 요구한다. 드물게는 일부 콜로라투라 역할이 G6 또는 G♯6까지 올라가기도 하는데, 모차르트의 콘서트 아리아 "Popoli di Tessaglia!" 또는 쥘 마스네의 오페라 에스클라르몽드의 타이틀 역할이 그러하다. 반드시 테시투라 내에 있지는 않지만, 좋은 소프라노는 그녀의 최고음을 힘찬 목소리로, 음색과 다이내믹 조절과 함께 부를 수 있어야 한다.
오페라에서 목소리의 테시투라, 성악 무게, 음색 및 그들이 부르는 역할은 일반적으로 성악 유형으로 분류되는데, 종종 Fächer(sg. Fach, 독일어 Fach 또는 Stimmfach, "성악 카테고리")라고 불린다. 가수의 테시투라는 목소리가 최고의 음색, 쉬운 볼륨 및 가장 편안함을 가지는 곳이다.

## 합창 음악에서
SATB 4성부 혼성 합창에서 소프라노는 알토, 테너, 베이스 위에 있는 가장 높은 음역이다. 소프라노는 일반적으로 G4-A5의 테시투라로 노래한다. 작곡가가 디비시를 요구할 때, 소프라노는 소프라노 I(가장 높은 부분)과 소프라노 II(낮은 소프라노 부분)로 분리될 수 있다.
합창 노래와는 대조적으로, 클래식 독창에서는 사람이 음역, 성악 음색, 성악 무게, 성악 테시투라, 성악 공명, 그리고 가수의 목소리 내의 성악 전환점(리프트 또는 "파사지오")을 포함한 여러 성악적 특징을 식별하여 분류된다.
이러한 다른 특징들은 음성 내의 다른 하위 유형을 식별하는 데 사용된다. 오페라 내에서 특정 역할은 특정 종류의 소프라노 음성을 염두에 두고 작성되어 특정 역할이 특정 종류의 음성과 연관되게 한다.

## 오페라의 하위 유형 및 역할
소프라노 음성 유형 범주 내에는 일반적으로 인식되는 5가지 하위 범주가 있다: 콜로라투라 소프라노, 수브레트, 리릭 소프라노, 스핀토 소프라노, 그리고 드라마틱 소프라노.

### 콜로라투라
콜로라투라 소프라노는 리릭 콜로라투라 또는 드라마틱 콜로라투라일 수 있다. 리릭 콜로라투라 소프라노는 높은 상위 확장부를 가진 매우 민첩한 가벼운 음성으로 빠른 성악 콜로라투라가 가능하다. 가벼운 콜로라투라는 대략 가운데 도(C4)에서 "높은 파"(F6)까지의 음역을 가지며 일부 콜로라투라 소프라노는 다소 낮거나 높게 노래할 수 있다. 예를 들어, 2009년 라켈 길모어의 공연에서 호프만의 이야기의 인형 아리아 "Les oiseaux dans la charmille"에 삽입된 A♭6, 그리고 2017년 뉴욕 메트로폴리탄 오페라에서 오드리 루나가 부른 엑스터미네이팅 엔젤의 A♮6 등이 있다.
드라마틱 콜로라투라 소프라노는 높은 속도 구간에서 뛰어난 유연성을 가지면서도, 완전한 스핀토 또는 드라마틱 소프라노와 유사한 뛰어난 지속력을 가진 콜로라투라 소프라노이다. 드라마틱 콜로라투라는 대략 "낮은 시"(B3)에서 "높은 파"(F6)까지의 음역을 가지며 일부 콜로라투라 소프라노는 다소 높거나 낮게 노래할 수 있다.

### 수브레트
클래식 음악과 오페라에서 수브레트 소프라노는 음성 유형과 특정 오페라 역할을 모두 지칭한다. 수브레트 음성은 밝고 달콤한 음색을 지닌 가벼운 음성으로, 중간 음역의 테시투라를 가지며 광범위한 콜로라투라는 없다. 수브레트 음성은 약한 음성이 아니며, 오페라의 모든 음성처럼 마이크 없이 오케스트라 위로 전달되어야 한다. 그러나 이 음성은 다른 소프라노 음성보다 가벼운 성악 무게와 더 밝은 음색을 가진다. 많은 젊은 가수들이 수브레트로 시작하지만, 나이가 들고 목소리가 물리적으로 더 성숙해짐에 따라 다른 음성 유형, 일반적으로 가벼운 리릭 소프라노, 리릭 콜로라투라 소프라노 또는 콜로라투라 메조소프라노로 재분류될 수 있다. 가수가 경력 내내 수브레트로 남아있는 경우는 드물다. 수브레트의 음역은 대략 가운데 도(C4)에서 "높은 레"(D6)까지 확장된다. 수브레트의 테시투라는 리릭 소프라노와 스핀토 소프라노보다 약간 낮은 경향이 있다.

### 리릭
리릭 소프라노는 크고 꽉 찬 오케스트라 위에서도 들릴 수 있는 밝고 풍부한 음색을 가진 따뜻한 목소리이다. 일반적으로 수브레트보다 높은 테시투라를 가지며, 오페라에서 순진한 인물이나 다른 호의적인 인물을 연기한다. 리릭 소프라노는 대략 가운데 도(C4)에서 "높은 레"(D6)까지의 음역을 가진다.
리릭 소프라노는 라이트 리릭 소프라노 또는 풀 리릭 소프라노일 수 있다. 라이트 리릭 소프라노는 수브레트보다 더 큰 목소리를 가지지만 여전히 젊은 특성을 지닌다. 풀 리릭 소프라노는 라이트 리릭 소프라노보다 더 성숙한 소리를 가지며 더 큰 오케스트라 위에서도 들릴 수 있다.

### 스핀토
이탈리아어로 "밀어붙이는 리릭"을 의미하는 리리코-스핀토라고도 불리는 스핀토 소프라노는 리릭 소프라노의 밝기와 높은 음역을 가지고 있지만, 무리 없이 극적인 절정에 도달할 수 있으며, 다소 어두운 음색을 가질 수 있다. 스핀토 소프라노는 대략 시(B3)에서 "높은 레"(D6)까지의 음역을 가진다.

### 드라마틱
드라마틱 소프라노(또는 소프라노 로부스토)는 전체 오케스트라 위에서도 노래할 수 있는 강력하고 풍부하며 감성적인 목소리를 가진다. 일반적으로(항상 그런 것은 아니지만) 이 목소리는 다른 소프라노보다 낮은 테시투라와 더 어두운 음색을 가진다. 드라마틱 소프라노는 대략 라(A3)에서 "높은 도"(C6)까지의 음역을 가진다.
바그너 소프라노로 알려진 일부 드라마틱 소프라노는 예외적으로 큰 오케스트라(80명 이상) 위에서도 자신을 주장할 수 있는 매우 큰 목소리를 가진다. 이 목소리는 실질적이고 매우 강력하며 모든 음역에 걸쳐 이상적으로 균일하다.

### 기타 유형
다른 두 가지 소프라노 유형은 뒤가종과 팔콩이며, 이는 소프라노와 메조소프라노 사이의 중간 음성 유형이다: 뒤가종은 더 어두운 색의 수브레트이고, 팔콩은 더 어두운 색의 드라마틱 소프라노이다.

## 유명한 소프라노
- 마리아 칼라스
- 레나타 테발디
- 루치아 포프
- 미렐라 프레니
- 조안 서덜랜드
- 나탈리 드세이
- 에디타 그루베로바
- 바바라 보니
- 캐서린 배틀
- 몽세라 카바에
- 일리나 코트루바스
- 디아나 담라우
- 리사 델라 카사
- 크리스티나 도이테콤
- 르네 플레밍
- 에디타 그루베로바
- 힐데 귀덴
- 헤더 하퍼
- 바바라 헨드릭스
- 홍혜경
- 마를린 혼
- 소일레 이소코스키
- 군둘라 야노비츠
- 귀네스 존스
- 로즈마리 조슈아
- 키리 테 카나와
- 엠마 커크비
- 헬렌 권
- 로테 레만
- 프리다 라이더
- 안나 모포
- 안나 네트렙코
- 제시 노먼
- 브리지트 닐슨
- 엘리자베트 슈바르츠코프
- 레나타 스코토
- 신영옥
- 마리아 슈타더
- 테레사 스트라타스
- 데보라 욕
- 돈 업쇼
- 조수미
- 전월선
- VOICE ONE

## 같이 보기
- 분류:소프라노